# Danganronpa 2: Goodbye Despair
Danganronpa 2: Goodbye Despair (яп. スーパーダンガンロンパ2 さよなら絶望学園, су:па: данґанромпа 2 сайонара дзецубо: ґакуен, Super Danganronpa 2: Sayonara Zetsubō Gakuen, неоф. укр. Супер Данґанромпа 2: До побачення, академіє розпачу) — японська пригодницька візуальна новела 2012 року, розроблена компанією Spike Chunsoft для PlayStation Portable.[⇨] Сиквел Danganronpa: Trigger Happy Havoc, друга у серії відеоігор Danganronpa. За відеогрою створено низку манґа-адаптацій та спін-офів.[⇨] Сюжет гри обертається довкола розгадок вбивств, які здійснюють учні старшої школи, ізольовані на групі безлюдних островів.[⇨] Danganronpa 2 отримала переважно позитивні відгуки критиків.[⇨]

## Ігровий процес
Базова структура, ігровий процес та розповідь історії відеогри такі ж, як і в Danganronpa: Trigger Happy Havoc, першій грі в серії. Як і в попередній грі, у Danganronpa 2: Goodbye Despair протагоністом виступає учень престижної старшої школи Кібоґаміне, який впродовж розвитку подій відеогри змушений розслідувати низку вбивств своїх однокласників. Цього разу головним героєм стає Хаджіме Хіната, що разом із 15 іншими учнями вирушає на віддалений тропічний острів Джаббервок. Їм дається лише один спосіб вибратися — вбити когось зі своїх однокласників. Стоїть ж за проведенням цієї смертельної гри Монокума, роботизована іграшка-ведмідь.
Після кожного вбивства починається етап розслідування, під час якого потрібно шукати докази та отримувати показання інших учнів. Опісля відбувається «класний суд», на якому гравець, використовуючи знайдені докази, повинен виявити вбивцю. У разі успішного викриття вбивці суд завершується стратою злочинця, втім, якщо цього зробити не вдається, то порушник успішно «випускається» з навчального закладу, а решта учнів, включно з Хаджіме, страчуються Монокумою. Під час суду гравець проходить низку міні-ігор, які були доповнені, порівнюючи з попередньою відеогрою. Зокрема тепер гравець повинен шукати не лише суперечності в словах інших, але також і підтверджувати їхні твердження доказами.
У проміжках між вбивствами у гравця є вільний час, під час якого Хаджіме може спілкуватися зі своїми однокласниками. У вільний час чи під час розслідування гравець має змогу відвідувати різні локації на острові як звичайним переходом, так і за допомогою швидкого подорожування. Під час переміщення між локаціями камера розміщена з бічної точки зору, проте при їхньому відвідуванні змінюється на вигляд від першої особи. В ігровому меню є міні-гра, у якій потрібно піклуватися за тамагочі-подібну домашню тварину.
Як і в попередній грі, у Danganronpa 2 є режим гри, в якому за альтернативним розвитком подій Усамі виграє перший поєдинок з Монокумою і з'являється можливість завершити розвиток відносин з усіма персонажами, з якими не вдалося цього зробити під час проходження основної кампанії.

## Сюжет
Хаджіме Хіната вступає до академії Кібоґаміне (яп. 希望ヶ峰学園, Кібоґаміне ґакуен, укр. «навчальний заклад вершини надії»), найпрестижнішої старшої школи в країні, до якої запрошують навчаються лише найобдарованіших у своїй сфері діяльності учнів. У перший же день він за дивних обставин зустрічає своїх 15 майбутніх однокласників і підозрілу роботизовану іграшку-кролика на ім'я Усамі. Усамі повідомляє, що всі учні разом негайно в обов'язковому порядку вирушають у шкільну подорож на віддалений тропічний острів. І, майже миттєво дивним чином опинившись на острові, перед учнями встановлюється низка правил, які передбачають мирний відпочинок на новому місці, хоча й перешкоджають їхньому поверненню. Попри обурення дивністю всієї ситуації, більшість друзів сприймають нагоду відпочити досить привабливим сценарієм.
Та нетривалий спокій школярів перериває поява Монокуми — роботизованої іграшки-ведмедя, який, побивши Усамі, забирає повноваження своєї «молодшої сестри», перейменовує її на Мономі і встановлює понад наявних правил низку своїх. Зокрема, правило про те, що учень може покинути острів лише за однієї умови — вбити когось зі своїх однокласників. Він пояснює, що після того, як відбувається вбивство, дається певний час на його розслідування, опісля чого починається «класний суд» (яп. 学級裁判, ґакю: саібан). На суді учні повинні з'ясувати обставини вбивства, виявити вбивцю і проголосувати за того, кого вони вважають винним. Якщо вони голосують вірно, Монокума страчує вбивцю, а решта продовжує жити своїм життям на острові. Проте якщо ж більшість віддасть свої голоси за невірну особу, справжній вбивця «випускається» зі школи, а на усіх решта очікує страта.
У міру розвитку подій Монокума намагається усіляко мотивувати учнів на скоєння вбивств і ті таки відбуваються. Водночас учні з'ясовують усе нові обставини стосовно свого становища — те, що вони перебувають на групі островів, відомих під спільною назвою як острів Джаббервок (яп. ジャバウォック島, джябавокку шіма, англ. Jabberwock Island), які невідомим чином збезлюдніли та зазнали дивних змін. Також школярі дізнаються, що вони насправді вже навчалися разом у старшій школі Кібоґаміне декілька років, проте їхні спогади про це були стерті «Організацією майбутнього» (яп. 未来機関, міраі кікан, англ. Future Foundation), яка імовірно і стоїть за їхнім ув'язненням на острові. Переживаючи як тяжкі випробування, так і короткочасні моменти радості, однокласники поступово зближуються один з одним.
Під час п'ятого суду викриваються члени «Організації майбутнього» — Мономі та Чіакі Нанамі. Остання також неочікувано виявляється винною у вбивстві Наґіто Комаеди, яке вона скоїла, сама того не усвідомлюючи. Монокума страчує Мономі та Чіакі.
На останньому, шостому, суді стає відомо, що усі учні насправді перебувають у віртуальній симуляції, до якої їх помістили представники «Організації майбутнього», а Усамі та Чіакі були їхніми віртуальними наглядачами і ніколи не існували в реальному світі. Усі, хто помер усередині симуляції, у реальності потрапили в глибоку кому. З'ясовується, що всі 15 однокласників носять титул «„Розпач“ найвищого рівня старшої школи» (яп. 超高校級の「絶望」, чьо:-ко:ко:-кю: но «Дзецубо:») і були уцілілими соратниками Джюнко Еношіми, організаторки смертельної гри в стінах Кібоґаміне, проте їхні віртуальні образи були створені без шкільних спогадів, тому в симуляції вони не знали про це. Ба більше, стає відомо, що Хаджіме Хіната під час навчання внаслідок експерименту академії Кібоґаміне перетворився зі звичайного школяра платного відділення в надзвичайно талановитого учня й отримав нову особистість під ім'ям Ідзуру Камукура, проте пізніше потрапив під вплив Джюнко. Ідея про їхнє розміщення всередині симуляції належала Макото Наеґі, одному з шести учнів, які вижили у смертельній грі у стінах академії Кібоґаміне і пізніше приєдналися до «Організації майбутнього». Метою цього було стерти спогади про шкільні роки, коли учні й впали в розпач, і відновити в них надію. Проте це рішення було прийняте всупереч міркуванням головного офісу «Організації майбутнього», за якими усі виявлені носії таких титулів повинні бути негайно ліквідовані. Втім, викривається, що після смерті Джюнко носії титулу «Розпач» спланували із самого початку потрапити до рук «Організації майбутнього» і бути поміщеними в симуляцію, щоб туди зрештою заманити уцілілих попередньої гри. Це й вдається зробити.
Монокума показує своє справжнє обличчя в образі штучного інтелекту, створеного на основі особистості Джюнко Еношіми та занесеного Ідзуру всередину віртуальної симуляції. Штучний інтелект Джюнко дає для голосування учням два варіанти — «випуститися» (покинути віртуальну реальність) або залишитись назавжди у ній. У першому випадку, за словами штучного інтелекту Джюнко, учні прокидаються і в їхні тіла в реальному світі завантажуються спогади, які вони отримали під час перебування у віртуальній симуляції, їхні шкільні спогади зникають, а усі, хто помер усередині симуляції, повертаються до життя. Коли вже учні мають намір голосувати за перший варіант, їх зупиняє Макото, який разом з двома іншими учасниками попередньої смертельної гри, Кьоко Кіріґірі та Бякуєю Тоґамі, потрапляють у симуляцію для порятунку уцілілих учнів. Наеґі повідомляє, що за планом Джюнко після голосування учнями за вихід із симуляції свідомість померлих однокласників заміниться копіями штучного інтелекту Джюнко. Втім, Макото розповідає про створений на випадок непередбачуваної ситуації альтернативний аварійний вихід із симуляції, за яким учні прокинуться, проте залишають тими, ким вони були до потрапляння в симуляцію — носіями розпачу, усі спогади про те, що сталося всередині симуляції, зникнуть, усі, хто помер всередині симуляції, залишаться перебувати в комі, а штучний інтелект Джюнко зітреться. Для Хаджіме це ще й імовірно означатиме зникнення його справжньої особистості і її заміну Ідзуру Камукурою. Попри тяжкі можливі наслідки, учні сповнюються надією та мужністю і спільно приймають рішення покинути симуляцію аварійним виходом.
В епілозі Макото, Кьоко та Бякуя полишають однокласників, які вирішили залишитися на острові, щоб, як припустила Кьоко, доглядати за тими з них, хто залишився в комі. Хаджіме, споглядаючи за відплиттям трійці, твердо приймає рішення продовжувати жити саме як Хаджіме Хіната.

## Персонажі

### Учні
Хаджіме Хіната (яп. 日向 創, Хіната Хаджіме)
Сейю: Мінамі Такаяма
Титул: «„???“ найвищого рівня старшої школи» (яп. 超高校級の「???」, чьо:-ко:ко:-кю: но «???»)

Головний герой. Надзвичайно захоплювався академією Кібоґаміне. Перед четвертим судом Наґіто з'ясовує і розкриває те, що Хаджіме насправді не володіє ніякою здібністю, а навчався в старшій школі у відділі з учнями на платній основі. На останньому суді ж з'ясовується, що Хаджіме під час свого навчання через надзвичайне захоплення Кібоґаміне був обраний академією для експерименту зі створення надзвичайно талановитої людини, гідної титулу «„Надія“ найвищого рівня старшої школи» (яп. 超高校級の「希望」, чьо:-ко:ко:-кю: но «Кібо:»). Експеримент передбачав зміни в мозку піддослідного і повну зміну його особистості — після нього він отримав ім'я Ідзуру Камукура (яп. 神座 出流, Камукура Ідзуру), на честь засновника навчального закладу. Втім, згодом Ідзуру потрапив під вплив Джюнко Еношіми й, ставши лідером носіїв «„Розпаччю“ найвищого рівня старшої школи» (яп. 超高校級の「絶望」, чьо:-ко:ко:-кю: но «Дзецубо:»), скоїв низку вбивств. Після смерті Еношіми та потрапляння до рук «Організації майбутнього» саме він помістив у віртуальну симуляцію штучний інтелект Джюнко перед тим, як його спогади були стерті. Один з уцілілих учнів, які перемогли на останньому суді.
Наґіто Комаеда (яп. 狛枝 凪斗, Комаеда Наґіто)
Сейю: Меґумі Оґата
Титул: «„Щастя“ найвищого рівня старшої школи» (яп. 超高校級の「幸運」, чьо:-ко:ко:-кю: но «Ко:ун»)

Звичайний хлопець, потрапив до академії Кібоґаміне завдяки виграшу в лотереї, за що й отримав свій титул. Зовсім не вважає себе талановитим і захоплюється учнями Кібоґаміне, тими, хто має справжні таланти. Через невідому причину одержимий вірою в надію і ненавидить розпач. Готовий підтримати будь-кого, хто має більшу надію, навіть якщо це вбивця, чия надія — вибратися з острова шляхом пожертви життями своїх однокласників. Заявляє, що готовий навіть бути вбитий задля цього. Намагається всіляко надихнути надією інших і вірить, що чим більший розпач людям доводиться переживати, то тим більшою надією це наприкінці повертається. Протягом подій гри йому дійсно неодноразово дуже везе — він організовує перше вбивство руками Терутеру, виграє в «російську рулетку» з п'ятьма зарядженими патронами з шести, стає причиною викриття особистості наглядача з «Організації майбутнього» тощо. Перед четвертим судом дізнався, що усі учасники смертельної гри, включно з ним, були носіями титулу «Розпач». Через це він зневірився в однокласниках і став шостою жертвою, підлаштувавши власне вбивство таким чином, щоб вбивцю неможливо було визначити напевне, що мало б призвести до порятунку невідомого наглядача з «Організації майбутнього» та страти решти уцілілих. Саме талант Наґіто посприяв цьому — вбивцею виявилася Чіакі. Проте викриття її особистості іншими однокласниками на суді та їхня віра в те, що Комаеда дійсно надзвичайно щасливий, зрештою не дала змогу плану Наґіто повністю втілитися в життя. Нетривалий проміжок часу гравець слідкує за перебігом подій від імені Наґіто.
Чіакі Нанамі (яп. 七海 千秋, Нанамі Чіакі)
Сейю: Кана Ханадзава
Титул: «„Геймер“ найвищого рівня старшої школи» (яп. 超高校級の「ゲーマー」, чьо:-ко:ко:-кю: но «Ґе:ма:»)

Прихильниця відеоігор. Наприкінці з'ясовується, що вона була створена «Організацією майбутнього» для спостереження за процесом реабілітації учнів. Ненавмисне стала вбивцею Наґіто. Страчена разом з Мономі на п'ятому суді.
Соня Невермайнд (яп. ソニア・ネヴァーマインド, Соніа Нева:маіндо, англ. Sonia Nevermind)
Сейю: Міхо Аракава
Титул: «„Принцеса“ найвищого рівня старшої школи» (яп. 超高校級の「王女」, чьо:-ко:ко:-кю: но «О:джьо»)

Принцеса з королівської родини, яка править у вигаданому європейському королівстві Новоселік (яп. ノヴォセリック王国, новосерікку о:коку, англ. Novoselic Kingdom). До Кібоґаміне потрапила за програмою учнівського обміну. Захоплюється Японією (насамперед японськими телевізійними драмами) і містичними речами (окультизмом, темою серійних вбивць). Має привітний і дещо наївний характер. Наприкінці гри стала недоброзичливо ставитися до Кадзуїчі, оскільки вважала, що той переслідує її, натомість знайшла спільну мову з Ґандамом і була вражена стратою останнього. Одна з уцілілих учнів, які перемогли на останньому суді.
Кадзуїчі Сода (яп. 左右田 和一, Со:да Кадзуічі)
Сейю: Хосоя Йосімаса
Титул: «„Механік“ найвищого рівня старшої школи» (яп. 超高校級の「メカニック」, чьо:-ко:ко:-кю: но «Меканіку»)

Талановитий механік, який любить працювати з технікою, зокрема, з транспортом, хоча водночас сам боїться водити. З бідної родини, ставиться до інших людей з недовірою. Після знайомства з Сонею став сильно захоплюватися останньою. Один з уцілілих учнів, які перемогли на останньому суді.
Акане Оварі (яп. 終里 赤音, Оварі Акане)
Сейю: Ромі Паку
Титул: «„Гімнастка“ найвищого рівня старшої школи» (яп. 超高校級の「体操選手」, чьо:-ко:ко:-кю: но «Таісо: сеншю»)

Гімнастка, яка постійно шукає для себе виклики. Полюбляє багато їсти. Нерозсудлива. Під час перебування на острові намагалася змагатися з Некомару у бою, хоча неодноразово діставала поразку. Намагалася кинути виклик і Монокумі, проте через її необдумані рішення постраждав насамперед Некомару. Смерть останнього найбільше вплинула на неї. Одна з уцілілих учнів, які перемогли на останньому суді.
Фуюхіко Кудзурю (яп. 九頭龍 冬彦, Кудзурю: Фуюхіко)
Сейю: Дайсуке Кішіо
Титул: «„Ґокудо“ найвищого рівня старшої школи» (яп. 超高校級の「極道」, чьо:-ко:ко:-кю: но «Ґокудо:»)

Син голови клану Кудзурю, великого злочинного угрупування якудза. Попри свою недоброзичливу поведінку, набагато нижчий від решти однокласників і має дитячі риси обличчя. Мав молодшу сестру Нацумі. Пеко була його особистим охоронцем із самого дитинства і близькою для нього людиною. Під час другого суду Пеко намагалася переконати його пожертвувати нею та іншими учнями, аби самому вибратися з острова, проте він відмовився. Після страти останньої змінив власне ставлення до своїх однокласників, ставши відкритішим. Один з уцілілих учнів, які перемогли на останньому суді.
Ґандам Танака (яп. 田中 眼蛇夢, Танака Ґандаму, англ. Gundham Tanaka)
Сейю: Томокадзу Суґіта
Титул: «„Член комітету розведення домашніх тварин“ найвищого рівня старшої школи» (яп. 超高校級の「飼育委員」, чьо:-ко:ко:-кю: но «Ші:куі:н»)

Палкий прихильник тварин та догляду за ними. Із собою завжди носить чотирьох хом'яків, яких називає «чотирма небесними королями темряви та богами руйнування» (яп. 破壊神暗黒四天王, хакаі-шін анкоку шітенно:). Доволі самотній, проте ніколи не висловлює свої відчуття відкрито, натомість любить самовпевнено виголошувати малозрозумілі іншим промови, пов'язані здебільшого, на перший погляд, з темою окультизму, проте які часто мають зовсім інший підтекст. Убив Некомару в поєдинку. Страчений на четвертому суді.
Некомару Нідай (яп. 弐大 猫丸, Нідаі Некомару)
Сейю: Хірокі Ясумото
Титул: «„Менеджер“ найвищого рівня старшої школи» (яп. 超高校級の「マネージャー」, чьо:-ко:ко:-кю: но «Мане:джя:»)

Управляв багатьма спортивними командами, які завдяки його тренуванням з аутсайдерів перетворювалися на чемпіонів. Бадьорий, запальний, рішучий, проте не надто кмітливий. Під час поєдинку Акане з Монокумою заступився за першу і був сильно поранений. Після «лікування» Монокумою повернувся в образі робота Мехамару. П'ята жертва, вбитий Ґандамом. На основі решток від робота Кадзуїчі створив Мінімару, примітивного маленького робота, якого віддав Акане.
Мікан Цумікі (яп. 罪木 蜜柑, Цумікі Мікан)
Сейю: Ай Каяно
Титул: «„Членкиня комітету з охорони здоров'я“ найвищого рівня старшої школи» (яп. 超高校級の「保健委員」, чьо:-ко:ко:-кю: но «Хокені:н»)

Любить опікуватися хворими людьми. Має боязкий характер та часто вибачається, що імовірно пов'язано з тим, що вона часто стає жертвою насмішок і знущань з боку інших людей. На острові головним джерелом її образ стала Хійоко. Нерідко через власну незграбність потрапляє у непристойні ситуації. Після того, як захворіла на «захворювання розпаччю», до неї повернулися шкільні спогади. Вбила Хійоко та Ібукі. Страчена на третьому суді.
Хійоко Сайонджі (яп. 西園寺 日寄子, Саіонджі Хійоко)
Сейю: Судзуко Міморі
Титул: «„Танцівниця японського танцю“ найвищого рівня старшої школи» (яп. 超高校級の「日本舞踊家」, чьо:-ко:ко:-кю: но «Ніхонбуйо:ка»)

Танцівниця традиційного японського танцю. Попри невелику різницю у віці з іншими однокласниками, вона найнижча і виглядає як дитина. Постійно вдягнена в кімоно фурісоде. Здебільшого життєрадісна, зневажає і намагається всіляко принижувати інших однокласників, а головна ціль її образ, Мікан, страждає від жахливого характеру Хійоко найбільше. Здружилася з Махіру і переймалася після смерті останньої. Четверта жертва, вбита Мікан після того, як стала свідком вбивства Ібукі.
Ібукі Міода (яп. 澪田 唯吹, Міода Ібукі)
Сейю: Косімідзу Амі
Титул: «„Членкиня клубу легкої музики“ найвищого рівня старшої школи» (яп. 超高校級の「軽音楽部」, чьо:-ко:ко:-кю: но «Кеіонґаку-бу»)

Гітаристка популярного жіночого гурту. Має гострий слух. Весела, енергійна та життєрадісна. Третя жертва, вбита Мікан.
Махіру Коїдзумі (яп. 小泉 真昼, Коідзумі Махіру)
Сейю: Ю Кобаяші
Титул: «„Фотографиня“ найвищого рівня старшої школи» (яп. 超高校級の「写真家」, чьо:-ко:ко:-кю: но «Шяшінка»)

Фотографиня. Привітна та доброзичлива, проте вимоглива. Під час навчання в Кібоґаміне над нею знущалася сестра Фуюхіко, Нацумі Кудзурю. Щоб захистити Махіру, її подруга на ім'я Сато вбила Нацумі. Махіру приховала це, проте пізніше Сато все ж була вбита. Махіру стала другою жертвою, вбита Пеко після того, як Фуюхіко намагався обговорити з Коїдзумі обставини вбивства своєї сестри.
Пеко Пекояма (яп. 辺古山 ペコ, Пекояма Пеко)
Сейю: Міцуїсі Котоно
Титул: «„Кендоїстка“ найвищого рівня старшої школи» (яп. 超高校級の「剣道家」, чьо:-ко:ко:-кю: но «Кендо:ка»)

Фехтувальниця кендо. За спиною завжди носить свій меч для фехтування. Небагатослівна. Після потрапляння на острів приховувала те, що є особистим охоронцем Фуюхіко. Надзвичайно віддана останньому і готова задля нього пожертвувати своїм життям та життями інших. Убила Махіру. Страчена на другому суді.
Терутеру Ханамура (яп. 花村 輝々, Ханамура Терутеру)
Сейю: Фукуяма Дзюн
Титул: «„Кухар“ найвищого рівня старшої школи» (яп. 超高校級の「料理人」, чьо:-ко:ко:-кю: но «Рьо:рінін»)

Майстерний кухар. Хоча й він заявляє, що є міським шеф-кухарем, насправді його родина управляє непримітним закладом харчування в сільській місцевості, який Терутеру хотів врятувати від закриття і тому наполегливо намагався досягти успіху. Низький і трохи повний. Має дещо збочений характер, полюбляє робити непристойні натяки. Його матір була дуже хворою і лікарі прогнозувати, що вона ще недовго проживе, тому, коли Монокума повідомив, що з моменту вступу до академії пройшло декілька років, Терутеру, відчуваючи сильне бажання повернутися додому, щоб побачити матір, вигадав план вбивства Наґіто, який, як стало попередньо відомо Ханамурі, сам планував когось вбити. Проте під час вечірки Терутеру помилково вбив не Наґіто, а «Обманщика» (несправжнього Бякую). Страчений на першому суді, так і не дізнавшись про долю своєї сім'ї.
«„Обманщик“ найвищого рівня старшої школи» (яп. 超高校級の「詐欺師」, чьо:-ко:ко:-кю: но «Саґіші») (несправжній Бякуя Тоґамі)
Сейю: Акіра Ішіда
Прикидався Бякуєю Тоґамі, хлопцем з дуже багатої та впливової родини. Полюбляє багато їсти, виглядає набагато повнішим за інших. Дещо зверхній та владний, проте йому не байдужа доля інших людей. Невідомо ніяких відомостей про його справжню особистість. Намагаючись запобігти початку вбивств, вигадав низку заходів безпеки та план, за яким усі учні повинні були спільно провести вечірку, проте під час наглядання за заходом сам був помилково вбитий Терутеру, ставши першою жертвою.

### Наглядачі
Монокума (яп. モノクマ)
Сейю: Нобуйо Ояма
Роботизована іграшка-ведмідь. Під час останнього суду з'ясовується справжня особистість того, хто за ним стояв — штучний інтелект Джюнко.
Усамі (яп. ウサミ) / Мономі (яп. モノミ)
Сейю: Такако Сасуґа
Роботизована іграшка-кролик. Створена «Організацією майбутнього» для спостереження та керування процесом реабілітації учнів. Хоча на п'ятому суді її разом з Чіакі «страчує» Монокума, з'являється на наступному, останньому, суді.
Джюнко Еношіма (яп. 江ノ島 盾子, Еношіма Джюнко)
Сейю: Тойоґуті Меґумі
Штучний інтелект, створений на основі особистості Джюнко Еношіми за аналогією з Альтер Его.

### Учасники смертельної гри в школі
Макото Наеґі (яп. 苗木 誠, Наеґі Макото)
Сейю: Меґумі Оґата
Головний герой першої відеогри, який уцілів під час смертельної гри в школі. Входить до віртуальної симуляції під час останнього суду, щоб допомогти вибратися з неї іншим учням.
Кьоко Кіріґірі (яп. 霧切 響子, Кіріґірі Кьо:ко)
Сейю: Хікаса Йоко
Персонаж першої відеогри, яка уціліла під час смертельної гри в школі. Приходить до віртуальної симуляції слідом за Макото.
Бякуя Тоґамі (яп. 十神 白夜, Тоґамі Бякуя)
Сейю: Акіра Ішіда
Персонаж першої відеогри, який уцілів під час смертельної гри в школі. Приходить до віртуальної симуляції слідом за Макото.

### Інші
Нацумі Кудзурю (яп. 九頭龍 菜摘, Кудзурю: Нацумі)

Сестра Фуюхіко. Знущалася з Махіру. Вбита Сато до початку основних подій відеогри.
Сато (яп. サトウ, Сато:)

Колишня однокласниця основних героїв відеогри, подруга Махіру. Вбила Нацумі Кудзурю за знущання з Махіру. Померла до початку основних подій відеогри, імовірно вбита Фуюхіко.
Ідзуру Камукура (яп. 神座 出流, Камукура Ідзуру)

Засновник академії Кібоґаміне. На його честь таке ім'я також давали учням, які внаслідок проведених академією експериментів отримували надзвичайні таланти.

## Історія створення
Відеогра створена компанією Spike Chunsoft. Дизайн персонажів, виконаний в стилі аніме, створив Руй Комацудзакі.
Видана в Японії 26 липня 2012 року для PlayStation Portable. Поряд зі звичайним виданням було опубліковане також обмежене видання, до якого входили сумка, CD-диск, саундтрек, медаль із зображенням Монокуми. 10 жовтня 2013 року в Японії для PlayStation Vita Danganronpa 2 та Danganronpa: Trigger Happy Havoc, попередня відеогра, вийшли єдиним зібранням, яке отримало назву Danganronpa 1・2 Reload і містило нове сенсорне управління та графіку високого розширення.
Видана у вересні 2014 року у Північній Америці та Європі компанією NIS America для PlayStation Vita під назвою Danganronpa 2: Goodbye Despair. Обмежене видання поширювалося через онлайн-магазин NIS America і містило арт-бук, оригінальний саундтрек, колекційну коробку, стікери, «монокоїни» та сонцезахисні окуляри. У березні 2017 року збірка Danganronpa 1・2 Reload видана у Північній Америці та Європі для PlayStation 4. Розширена версія для Android та iOS під назвою Danganronpa 2: Goodbye Despair Anniversary Edition вийшла 20 серпня 2020 року. Ця версія має режим галереї, що дозволяє гравцям відтворювати голоси персонажів та переглядати ілюстрації подій. Під час E3 2021 було оголошено, що ця версія гри також вийде для Nintendo Switch у 2021 році, як у складі набору Danganronpa Decadence, так і окремо. 10 травня 2022 року вона також була випущена для Xbox One і Windows через Microsoft Store. Того ж дня вона стала доступною через Xbox Game Pass.

## Манґа
На основі відеогри було створено низку манґа-робіт. Однойменна манґа-адаптація Кю Куроюкі почала видаватися в журналі Famitsu Comic Clear у 2012 році. Видавництвом Kadokawa Shoten було видано 3 томи оригінальної манґи.
Манґа Super Danganronpa 2 Chō-kōkō-kyū no Kōun to Kibō to Zetsubō (яп. スーパーダンガンロンパ２ 超高校級の幸運と希望と絶望) Кьосуке Суґи виходила на сайті видавництва Mag Garden у 2012—2016 роках. Робота розповідає про події другої відеогри від імені Наґіто Комаеди. Всього друком було видано 3 томи цієї манґи. У квітні 2014 року компанія Dark Horse Comics повідомила про намір видати у вересні того ж року манґу Chō-Kōkō-Kyū no Kōun to Kibō to Zetsubō у Північній Америці під назвою Danganronpa 2: Ultimate Luck and Hope and Despair.
Інші манґи за відеогрою:
- Dangan Island — Kokoro Tokonatsu Kokoronpa♪ (яп. スーパーダンガンロンパ2だんがんアイランドココロ常夏、ここロンパ♪)
- Nanami Chiaki no Sayonara Zetsubō Daibōken (яп. スーパーダンガンロンパ2七海千秋のさよなら絶望大冒険)
- Nangoku Zetsubo Carnival! (яп. スーパーダンガンロンパ2南国ぜつぼうカーニバル!)
- 4Koma Kings (яп. スーパーダンガンロンパ２さよなら絶望学園 4コマKINGS)
- Comic Anthology (яп. スーパーダンガンロンパ2さよなら絶望学園コミックアンソロジー)

### Список томівSayonara Zetsubō Gakuen
| № | Дата виходу       | ISBN                |
| - | ----------------- | ------------------- |
| 1 | 15 листопада 2013 | ISBN 978-4047292819 |
| 2 | 14 лютого 2015    | ISBN 978-4047301412 |
| 3 | 15 березня 2017   | ISBN 978-4047344624 |

### Список томівChō-kōkō-kyū no Kōun to Kibō to Zetsubō
| № | Дата виходу     | ISBN                |
| - | --------------- | ------------------- |
| 1 | 3 червня 2013   | ISBN 978-4800001733 |
| 2 | 14 липня 2014   | ISBN 978-4800003416 |
| 3 | 14 березня 2017 | ISBN 978-4800006639 |

## Саундтрек
Саундтрек аніме-серіалу виданий в Японії 31 серпня 2012 року компанією Sound Prestige Records на 3 CD-дисках під назвою «Danganronpa 2 Original Soundtrack» (яп. スーパーダンガンロンパ2 オリジナルサウンドトラック).
Автор музики Масафумі Такада. 
| Диск 1 | Диск 1                                                                   | Диск 1     |
| #      | Назва                                                                    | Тривалість |
| ------ | ------------------------------------------------------------------------ | ---------- |
| 1.     | «DANGANRONPA SUPER MIX»                                                  |            |
| 2.     | «Dandandanganronpa!» (だんだんだんがんろんぱ!)                           |            |
| 3.     | «Usamimimimi!» (ウサミミミミ!)                                           |            |
| 4.     | «I've Come to the Tropics» (南国に来ちゃった)                            |            |
| 5.     | «Beautiful Ruin (Summer Salt)»                                           |            |
| 6.     | «Beautiful Days (Piano Arrange)»                                         |            |
| 7.     | «Re: Beautiful Morning»                                                  |            |
| 8.     | «Ms. Monomi's Practice Lesson» (モノミ先生の教育実習)                    |            |
| 9.     | «Homicide» (イコロシア)                                                  |            |
| 10.    | «Re: Weekly Despair Magazine» (Re: 週刊少年ゼツボウマガジン)             |            |
| 11.    | «Re: Despair Syndrome» (Re: ゼツボウシンドローム)                        |            |
| 12.    | «Punishment feat. Hell-icopter» (おしおき feat.フライヘリ)               |            |
| 13.    | «Tropical Despair» (絶望トロピカル)                                      |            |
| 14.    | «Re: Mr. Monokuma's Lesson» (Re: モノクマ先生の授業)                     |            |
| 15.    | «Re: All All Apologies» (Re: オール・オール・アポロジーズ)               |            |
| 16.    | «3rd Island Theme» (3番目の島テーマ)                                     |            |
| 17.    | «Re: Mr. Monokuma's Extracurricular Lesson» (Re: モノクマ先生の課外授業) |            |
| 18.    | «Welcome DANGAN IsLand!! (OP Version)»                                   |            |
| 19.    | «Re: Underground Trial» (Re: 開廷アンダーグラウンド)                     |            |
| 20.    | «P.T.A.»                                                                 |            |
| 21.    | «Argument -BREAK- [2nd mix]» (議論 -BREAK- (2nd mix))                    |            |
| 22.    | «Re: DISTRUST»                                                           |            |
| 23.    | «Punishment feat. Puppet Girl» (おしおき feat.パペットガール)            |            |
| 24.    | «Class Trial (Turbulent Edition), Volume 2» (学級裁判乱世編 巻の二)      |            |
| 25.    | «Re: Desire for Execution…» (Re: 処刑に願いを…)                          |            |
| 26.    | «Class Trial (Dawn Edition), Volume 2» (学級裁判黎明編 巻の二)           |            |
| 27.    | «Re: Welcome to Despair Academy» (Re: ようこそ絶望学園)                  |            |
| 28.    | «Re: Climactic Reasoning» (Re: クライマックス推理)                       |            |
| 77:06  |                                                                          |            |

Автор музики Масафумі Такада. 
| Диск 2 | Диск 2                                                                   | Диск 2     |
| #      | Назва                                                                    | Тривалість |
| ------ | ------------------------------------------------------------------------ | ---------- |
| 1.     | «DANGANRONPA (2nd GIG)»                                                  |            |
| 2.     | «Momomomonokuma!» (モモモモノクマ!)                                      |            |
| 3.     | «Beautiful Ruin»                                                         |            |
| 4.     | «Rabbit Ears and Machine Guns» (ウサギの耳と機関銃)                      |            |
| 5.     | «Re: Junk Food for a Dashing Youth» (Re: 疾走する青春のジャンクフード)   |            |
| 6.     | «Class Trial (Odd Edition)» (学級裁判異形編)                             |            |
| 7.     | «Class Trial (Solar Edition), Volume 2» (学級裁判太陽編 巻の二)          |            |
| 8.     | «Trapped by the Ocean Scent» (磯の香りのデッドエンド)                    |            |
| 9.     | «Rebuttal -CROSS SWORD-» (反論 -CROSS SWORD-)                            |            |
| 10.    | «Punishment feat. Rocket Panties» (おしおき feat.ロケットパンツ)         |            |
| 11.    | «Kill Now» (スグイコロシア)                                              |            |
| 12.    | «Class Trial (Future Edition)» (学級裁判未来編)                          |            |
| 13.    | «Argument -HEAT UP- [2nd mix]» (議論 -HEAT UP-(2nd mix))                 |            |
| 14.    | «Re: Living to the Fullest» (Re: イキキル)                               |            |
| 15.    | «ANAGRAM.NET»                                                            |            |
| 16.    | «HYPER P.T.A.»                                                           |            |
| 17.    | «DIVE DRIVE»                                                             |            |
| 18.    | «Justice for Our Prime Suspect!» (ど正義一番星!)                         |            |
| 19.    | «Punishment feat. The Last Hike» (おしおき feat.ラストハイキング)        |            |
| 20.    | «Argument -HOPE VS DESPAIR- [2nd mix]» (議論 -HOPE VS DESPAIR-(2nd mix)) |            |
| 21.    | «HYPER ULTRA P.T.A.»                                                     |            |
| 22.    | «Welcome DANGAN IsLand!!»                                                |            |
| 23.    | «5th Island Theme» (5番目の島テーマ)                                     |            |
| 24.    | «Monokuma Overclocking» (モノクマオーバークロック)                       |            |
| 25.    | «Alter Ego of the New World» (新世界のアルターエゴ)                      |            |
| 26.    | «Re: Despair-Syndrome» (Re: 絶望症候群)                                  |            |
| 27.    | «Punishment feat. Arcade Rabbit» (おしおき feat.アーケードラビット)      |            |
| 28.    | «Re: Climactic Re-enactment» (Re: クライマックス再現)                    |            |
| 29.    | «Re: New World Order» (Re: ニュー・ワールド・オーダー)                   |            |
| 73:37  |                                                                          |            |

Автор музики Масафумі Такада. 
| Диск 3 | Диск 3                                                                                  | Диск 3     |
| #      | Назва                                                                                   | Тривалість |
| ------ | --------------------------------------------------------------------------------------- | ---------- |
| 1.     | «Punishment feat. Dangan Island» (おしおき feat.だんがんアイランド)                     |            |
| 2.     | «Love is Survival» (らぶはサバイバル)                                                   |            |
| 3.     | «Master Monokuma's Special Class» (モノクマ師父の特別授業)                              |            |
| 4.     | «Sending This to You» (君にも届け)                                                      |            |
| 5.     | «Welcome, Monobeast» (おいでやすモノケモノ)                                             |            |
| 6.     | «Kill Command» (エコロシア)                                                             |            |
| 7.     | «Desperate Mastermind Girl» (絶望的巨娘)                                                |            |
| 8.     | «Let Us Sing of a Hollow Victory» (歌え、虚ろなるよろこびを)                            |            |
| 9.     | «Class Trial (Future Edition) [With Intro]» (学級裁判未来編 (イントロあり))             |            |
| 10.    | «Argument -B side-» (議論 -B side-)                                                     |            |
| 11.    | «The Day Before the Future» (未来の前の日)                                              |            |
| 12.    | «Setting Sail -departure- (Short Version)» (出航-departure-(ShortVersion)(唄:緒方恵美)) |            |
| 13.    | «GAME START»                                                                            |            |
| 14.    | «Hope's Breaking Noise Music» (希望断線ノイズミュージック)                              |            |
| 15.    | «Searching the Twilight» (黄昏の探索)                                                   |            |
| 16.    | «Beautiful Ruin (16bit)»                                                                |            |
| 17.    | «Homicide [16bit]» (イコロシア (16bit))                                                 |            |
| 18.    | «Truth of the Twilight» (黄昏の真相)                                                    |            |
| 19.    | «All All Apologies [16bit]» (オール・オール・アポロジーズ (16bit))                      |            |
| 20.    | «Homicide [8bitbug]» (エコロシア (8bitbug))                                             |            |
| 21.    | «Argument -HEAT UP- [8bit]» (議論 -HEAT UP- (8bit))                                     |            |
| 22.    | «Chapter End Prologue» (チャプターエンドPrologue)                                       |            |
| 23.    | «Chapter Title 00» (チャプタータイトル00)                                               |            |
| 24.    | «Chapter End 00» (チャプターエンド00)                                                   |            |
| 25.    | «Chapter Title 01 A Part» (チャプタータイトル01 Aパート)                                |            |
| 26.    | «Chapter Title 01 B Part» (チャプタータイトル01 Bパート)                                |            |
| 27.    | «Chapter End 01» (チャプターエンド01)                                                   |            |
| 28.    | «Chapter Title 02 A Part» (チャプタータイトル02 Aパート)                                |            |
| 29.    | «Chapter Title 02 B Part» (チャプタータイトル02 Bパート)                                |            |
| 30.    | «Chapter End 02» (チャプターエンド02)                                                   |            |
| 31.    | «Chapter Title 03 A Part» (チャプタータイトル03 Aパート)                                |            |
| 32.    | «Chapter Title 03 B Part» (チャプタータイトル03 Bパート)                                |            |
| 33.    | «Chapter End 03» (チャプターエンド03)                                                   |            |
| 34.    | «Chapter Title 04 A Part» (チャプタータイトル04 Aパート)                                |            |
| 35.    | «Chapter Title 04 B Part» (チャプタータイトル04 Bパート)                                |            |
| 36.    | «Chapter End 04» (チャプターエンド04)                                                   |            |
| 37.    | «Chapter Title 05 A Part» (チャプタータイトル05 Aパート)                                |            |
| 38.    | «Chapter Title 05 B Part» (チャプタータイトル05 Bパート)                                |            |
| 39.    | «Chapter End 05» (チャプターエンド05)                                                   |            |
| 40.    | «Chapter Title 06» (チャプタータイトル06)                                               |            |
| 41.    | «Chapter End 06» (チャプターエンド06)                                                   |            |
| 42.    | «Received» (モラッチャッタン)                                                           |            |
| 43.    | «Deceived» (ヤラレチャッタン)                                                           |            |
| 44.    | «Ranked» (クリアシチャッタン)                                                           |            |
| 45.    | «End of the Twilight» (黄昏の終わり)                                                    |            |
| 49:08  |                                                                                         |            |

## Сприйняття
| Агрегатор  | Оцінка                    |
| ---------- | ------------------------- |
| Metacritic | (PC) 83/100 (Vita) 81/100 |

| Видання        | Оцінка |
| -------------- | ------ |
| Destructoid    | 8/10   |
| Famitsu        | 37/40  |
| Game Informer  | 8/10   |
| GameRevolution | [ 40 ] |
| GameSpot       | 8/10   |
| Giant Bomb     | [ 42 ] |
| Joystiq        | [ 43 ] |

### Відеогра

#### Продажі
У свій перший тиждень продаж Danganronpa 2: Goodbye Despair була продана в кількості 69 000 копій, посівши п'яте місце за тижневими продажами відеоігор. Станом на липень 2018 року відеогра мала в Steam близько 178 000 гравців. Загальні продажі версії відеогри для PSP в Японії за весь її життєвий цикл склали 162 408 проданих копій.
Danganronpa 1・2 Reload для PlayStation Vita у свій перший тиждень після виходу в Японії була продана у кількості 76 172 копій, ставши п'ятою найпродаванішою відеогрою того тижня. Загалом у Японії було продано 187 202 копії Danganronpa 1・2 Reload (177 149 копій — PS Vita і 10 053 копії — PS4).
У США та Європі до 29 квітня 2015 року Danganronpa: Trigger Happy Havoc та Danganronpa 2 разом були продані у кількості понад 200 000 копій, що за словами головного виконавчого директора компанії NIS America, Такуро Ямашіти, було разючим результатом, оскільки ці відеоігри були ексклюзивами для PS Vita.

#### Відгуки
Danganronpa 2: Goodbye Despair отримала здебільшого позитивні відгуки ігрових критиків. Японський журнал про відеоігри Famitsu поставив відеогрі сумарну оцінку 37 із 40 на основі оцінок чотирьох оглядачів (10/9/9/9), а читачами журналу вона була обрана найкращою відеогрою 2012 року, здобувши середній бал 9,79/10.
Оглядач сайту Hardcore Gamer оцінив Danganronpa 2: Goodbye Despair на 4,5/53 похваливши покращені, порівнюючи з попередньою грою, серії, сюжет та ігровий процес. Рецензенти сайту Kotaku порівняли Danganronpa 2 з серіями відеоігор Persona, Zero Escape та Phoenix Wright: Ace Attorney, відзначили складні загадки, незабутніх персонажів, острів як цікаве місце для дослідження, проте як недоліки наводили незрозумілий загальний сюжет та дещо складні міні-ігри.
Відеогра здобула «Нагороду досконалості» (яп. 優秀賞, ю:шю:-шьо:, англ. «Award of Excellence») на церемонії Japan Game Awards 2013. У 2014 році журналом GameFan Danganronpa: Trigger Happy Havoc і Danganronpa 2: Goodbye Despair були названі найкращими пригодницькими іграми та найкращими іграми року.